# Ligue sénégalaise de football amateur
La Ligue sénégalaise de football amateur (LFA) rassemble les clubs amateurs sénégalais, soit les clubs de la National 1 et les clubs de la National 2. 
Elle gère, sous l'autorité de la Fédération sénégalaise de football, les championnats du Sénégal de Nationale 1 et Nationale 2.
Ainsi que les Championnat du Sénégal féminin de football et Championnat féminin de football de deuxième division. Puis le Championnat du Sénégal de beach soccer et la Coupe du Haut Conseil des Collectivités Territoriales.
La LFA a commencé ses compétitions avec la saison sportive 2008-2009.
La LFA à notamment le pouvoir :
1. D’organiser, de gérer, de développer et d’administrer le football amateur. À ce titre, elle : – Organise et gère les championnats de football amateur du Sénégal et toutes autres épreuves qu’elle aura créé, dans la limite de ses compétences ; – Agit, par divers moyens, afin que soient formés méthodiquement dans les centres de formation de ses clubs, les futurs footballeurs amateurs ; – Fait en sorte que les joueurs amateurs soient mis à la disposition de la FSF lors des rencontres internationales.
2. D’organiser, de gérer, de développer et d’administrer le football amateur ;
3. De financer toutes les opérations ou actions aptes à développer les ressources du football amateur dans le but d’en assurer une promotion durable ;
4. De veiller à l’application des sanctions prononcées par ses instances disciplinaires vis-à-vis des associations engagées, des licenciés et de toutes autres personnes liées par ses statuts ;
5. De défendre les intérêts matériels et moraux du football amateur.

## Présidents
- Moussa Diaw Dieng[2]. (2009-2013)
- Abdoulaye Saydou Sow[3] (2013-2025)
- Thierno Kosso Diané[4] (Dépuis 2025)